# Is Gannaus
Is Gannaus è una frazione del comune di Carbonia.
L'abitato odierno deve il nome al vecchio casale (furriadroxu/medau) ad economia agro-pastorale di proprietà (assieme ai terreni circostanti) delle famiglie Gannau, divenuto oggi una zona residenziale, che si trova nella parte sud-occidentale della città di Carbonia, lungo la riva destra del vicino rio Santu Milanu (San Gemiliano), al confine con la frazione di Is Urigus (a sua volta confinante con un'altra frazione del comune di San Giovanni Suergiu denominata anch'essa Is Gannaus) , appartenente al comune di San Giovanni Suergiu. Is Gannaus costituisce ora una zona residenziale in espansione urbanistica, costituita da case e villette monofamiliari o plurifamiliari. Is Gannaus sino al 2011 è stata sede di una circoscrizione municipale extraurbana (con presidente e consiglio circoscrizionale).
La località di Is Gannaus era denominata nel medioevo, in particolare nel periodo giudicale, "Coderra" , "Coa de Terra" o anche "Vaterra"  (in sardo: "coderra" o "coa de terra" significa "spazio di terra in una zona acquitrinosa") prima dello spopolamento che coinvolse tutto il territorio del Sulcis a partire dal periodo pisano fino al Settecento circa.
La parrocchia del borgo è la piccola chiesa di San Marco.

## Demografia Storica
Questa è l'evoluzione demografica della località di Is Gannaus, nota anche come Coderra, nei vari censimenti dall'Unità d'Italia in poi. Sino al 1936 (compreso) i dati fanno riferimento alla località compresa nel comune di Serbariu: 
| 1861 | 1871 | 1881 | 1901              | 1911 | 1921 | 1931 | 1936 | 1951    | 1961    | 1971    | 1981    | 1991    | 2001    | 2011 |
| ---- | ---- | ---- | ----------------- | ---- | ---- | ---- | ---- | ------- | ------- | ------- | ------- | ------- | ------- | ---- |
| ab.  | ab.  | ab.  | 134 ab. (Coderra) | ab.  | ab.  | ab.  | ab.  | 221 ab. | 179 ab. | 348 ab. | 376 ab. | 409 ab. | 458 ab. |      |